# GER Bogie Carriage Standard Type
Die Drehgestell-Personenwagen (im Englischen mit Bogie Carriage bezeichnet) des Standard Type der britischen Great Eastern Railway (GER) wurden von 1906 bis 1917 in den bahneigenen Werkstätten in Stratford gebaut.

## Geschichte
Die ersten Personenwagen mit Drehgestellen stellte die GER bereits 1896 in Dienst. Dies waren aber noch Abteilwagen mit Außentüren ohne durchgehenden Verbindungsgang. Um 1900 entstanden die ersten Abteilwagen mit Seitengang und geschütztem Wagenübergang. Allen Drehgestellwagen gleich waren die Oberlichtdächer. 1906 entstand ein vollkommen neuer Wagentyp mit elliptisch geformten Dach und einer zuvor nie erreichten Wagenkastenlänge von 50 Fuß (15 240 mm). Dieser später als Typical GER Bogie Carriage oder Standard Type bezeichnete Entwurf wurde zu einem der meistgebauten Personenwagen der GER. Insgesamt entstanden 487 Stück in 32 verschiedenen Varianten.
| Wagenart                      | Anzahl | nach Musterblatt      |
| ----------------------------- | ------ | --------------------- |
| 3. Klasse                     | 162    | 418, 419 und 430      |
| 1. und 3. Klasse              | 121    | 226, 227 und 235      |
| 3. Klasse mit Zugführerabteil | 112    | 527, 529, 537 und 541 |
| 1. Klasse                     | 14     | 121 und 122           |

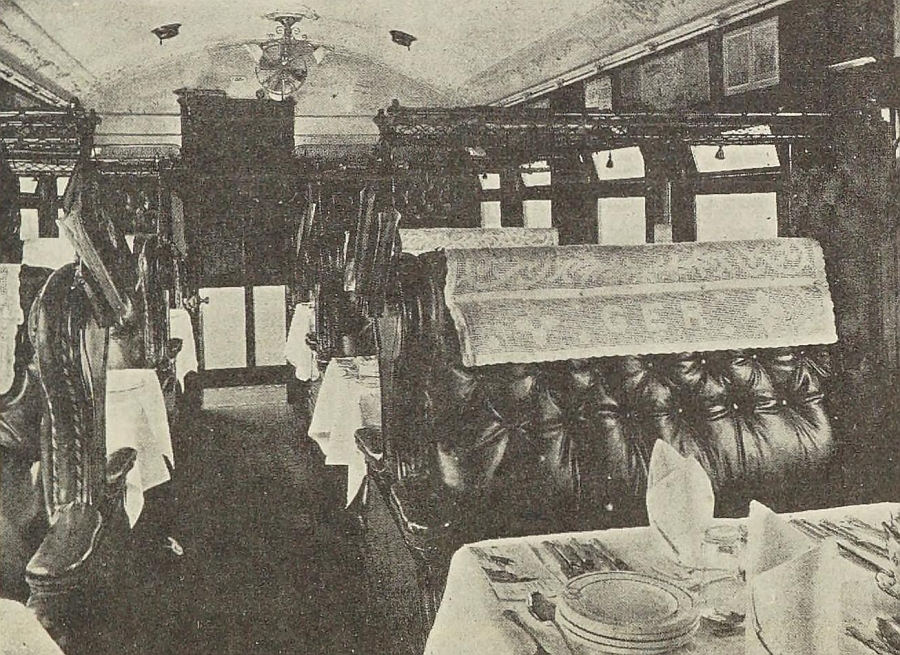
Speisewagen 1. Klasse

Alle diese Wagen hatten eine Toilette und ein Gepäckabteil. Daneben gab es weitere 78 Exemplare nach 20 verschiedenen Musterblättern. Dies waren Varianten die in sehr geringen Stückzahlen gebaut wurden. Es gab sowohl allgemeine Speisewagen, als auch Speisewagen 1. bzw. 3. Klasse, Salonwagen, reine Gepäckwagen und mehrere spezielle Einzelstücke.
Im Laufe der Jahre wurden die einzelnen Wagenarten immer mal wieder überarbeitet und modernisiert. Rahmen, Drehgestelle, Grundmaße und das äußere Erscheinungsbild blieben stets gleich.

## Farbgebung
Die Wagen waren wie alle Personenwagen der GER bis 1918 aus klarlackiertem Teakholz und hatten eine gelbe Beschriftung mit schwarzem Schatten. Nach dem Ersten Weltkrieg wurden Personenwagen scharlachrot lackiert. Die Dächer der Wagen waren während der gesamten Existenz der Gesellschaft in weiß oder in sehr hellen Grautönen gehalten. Nachdem die GER 1923 beim Inkrafttreten des Railways Act 1921 in der London and North Eastern Railway (LNER) aufging, bekamen die Wagen wieder ihr Teakholz-Design zurück.